# رها شده (فیلم ۲۰۱۰)
رها شده (به انگلیسی: Abandoned) یک فیلم دلهره‌آور آمریکایی محصول سال ۲۰۱۰ به کارگردانی مایکل فیفر با بازی بریتانی مورفی، رادین کاین، میمی راجرز و جی پیکت است.

## داستان
" مری والش " دوست پسرش رو واسه یه بخیه ساده میفرسته بیمارستان، ولی وقتی میره دنبالش که بیارتش متوجه میشه که اون به طرز عجیبی یه دفعه ناپدید شده و مدیر اونجا هم ردی ازش پیدا نمیکنه و پلیس هم به هیجا نمیرسه تا اینکه …

## بازیگران
- بریتانی مورفی در نقش مری والش
- رادین کاین در نقش کوین پیترسون
- میمی راجرز در نقش ویکتوریا مارکهام
- پیتر باگدانوویچ در نقش دکتر بنسلی
- جی پیکت در نقش کارآگاه فرانکلین
- تیم تامرسون در نقش کوپر
- اسکات آنتونی لیت در نقش جان هالووی
- آمریکای جوان مانند آماندا
- تارا سوبکوف در نقش پرستار آنا
- وود دیکینسون به عنوان مرد تاجر در بانک

## تولید
این فیلم در ژوئن ۲۰۰۹ فیلمبرداری شد و آخرین پروژه مورفی قبل از مرگ در ۲۰ دسامبر ۲۰۰۹ بود. این یکی از دو فیلمی است که پس از مرگ او اکران می‌شود (فیلم بعدی اندکی شرارت بود.)